# 三重島村
三重島村（みえしまむら）は、愛知県丹羽郡にあった村。現在の一宮市の一部にあたる。

## 地理
青木川の下流域に位置していた。

## 歴史
- 1889年（明治22年）10月1日、町村制の施行により、丹羽郡三ツ井村、外崎村、重吉村、平島村が合併して村制施行し、三重島村が発足[1][2]。旧村名を継承した三ツ井、外崎、重吉、平島の4大字を編成[2]。
- 1906年（明治39年）7月1日、丹羽郡九日市場村、二川村、多加森村と合併し、丹陽村を新設して廃止された[1][2]。合併後、丹陽村大字三ツ井・外崎・重吉・平島となる[2]。

### 地名の由来
合併旧村の村名の各一文字を組み合わせたもの。

## 産業
- 農業、大根[2]

## 教育
- 1892年（明治25年）三重島尋常小学校開校[2]。1894年（明治27年）三重島村外六村組合立三重島高等小学校設置[2]。